# First soundscope ~미즈노나이하레타우미에~
first soundscope ~물이 없는 맑게 개인 바다에~(일본어: first soundscope ~水のない晴れた海へ~ first soundscope ~미즈노나이하레타우미에~[*])는 GARNET CROW의 첫 번째 앨범이다. 2001년 1월 31일 GIZA studio에서 발매되었다.
전곡의 작곡은 나카무라 유리, 작사는 아즈키 나나, 편곡은 후루이 히로히토 (1번 트랙인〈물이 없는 맑게 개인 바다에〉는 Miguel sa Pessoa, 2번 트랙인〈너의 집에 도착할 때까지 계속 달려가〉는 Miguel sa Pessoa·후루이 히로히토 편곡) 가 맡았다.
네 번째 싱글로 발매될 예정이었던〈Rhythm〉이 이 앨범에 수록되어 있으며,〈두 사람의 로켓〉은 새롭게 레코딩 되어 수록되어있다. 또한 보너스 트랙으로〈여름의 환상 (secret arrange ver.)〉가 수록되어 있다. (소책자와 CD 뒷자켓에는 보너스트랙이 기재되어있지만, 슬리브 케이스에는 기재되어 있지 않다.)
GARNET CROW 최초로 오리콘 차트에서 톱 10안에 든 작품이다.

## 수록곡
1. 물이 없는 맑게 개인 바다에
2. 너의 집에 도착할 때까지 계속 달려가
3. 여름의 환상
4. 두 사람의 로켓
5. 흘러 돌아오는 봄에 (일본어: 巡り来る春に)
6. HAPPY DAYS?
7. Mysterious Eyes
8. Rhythm
9. Holding you, and swinging
10. flying
11. 천 이상의 말을 늘어 놓아도...
12. wonder land
13. 여름의 환상 (secret arrange ver.)

## 차트 성적
- 최고순위 6위 (오리콘)